# Campanha da Península
A Campanha da Península (25 de Junho a 1 de Julho de 1862) foi uma das campanhas iniciais da Guerra da Secessão. O comandante nortista Maj. Gal. George McClellan conduziu o seu recém criado Exército do Potomac, uma poderosa, bem treinada e motivada força militar contra a capital rebelde, mas acabou por retirar-se.
McClellan transportou  as suas tropas até Fort Monroe, com intenção de atacar a capital confederada Richmond marchando pela  Península da Virgínia. O intuito era contornar a área de “Wilderness”, muito propícia para defesa, e progredir sob cobertura dos canhões dos navios que costeariam a península. Inicialmente, Obteve sucesso contra os confederados de Joseph E. Johnston, chegando a poucas milhas de Richmond.
Robert Lee assumiu o comando das forças rebeldes e partiu para ofensiva. Seguiu-se uma série de 8 batalhas, conhecidas coletivamente como as Batalhas dos Sete Dias.  Delas, apenas uma, a Batalha de Gaine’s Milll, foi uma clara vitória tática para os confederados. Em Malvern Hill, a batalha final da campanha, Lee sofreu uma acachapante derrota ao tentar assaltar defesas federais inexpugnáveis. O mesmo erro ele repetiria um ano mais tarde em Gettysburg. Mas McClellan, acreditando infundadamente  estar em franca inferioridade numérica, tratou as vitórias como derrotas, retirando se paulatinamente até conseguir reembarcar suas tropas em navios, de volta para o norte.